# Liste der Herrscher Bayerns

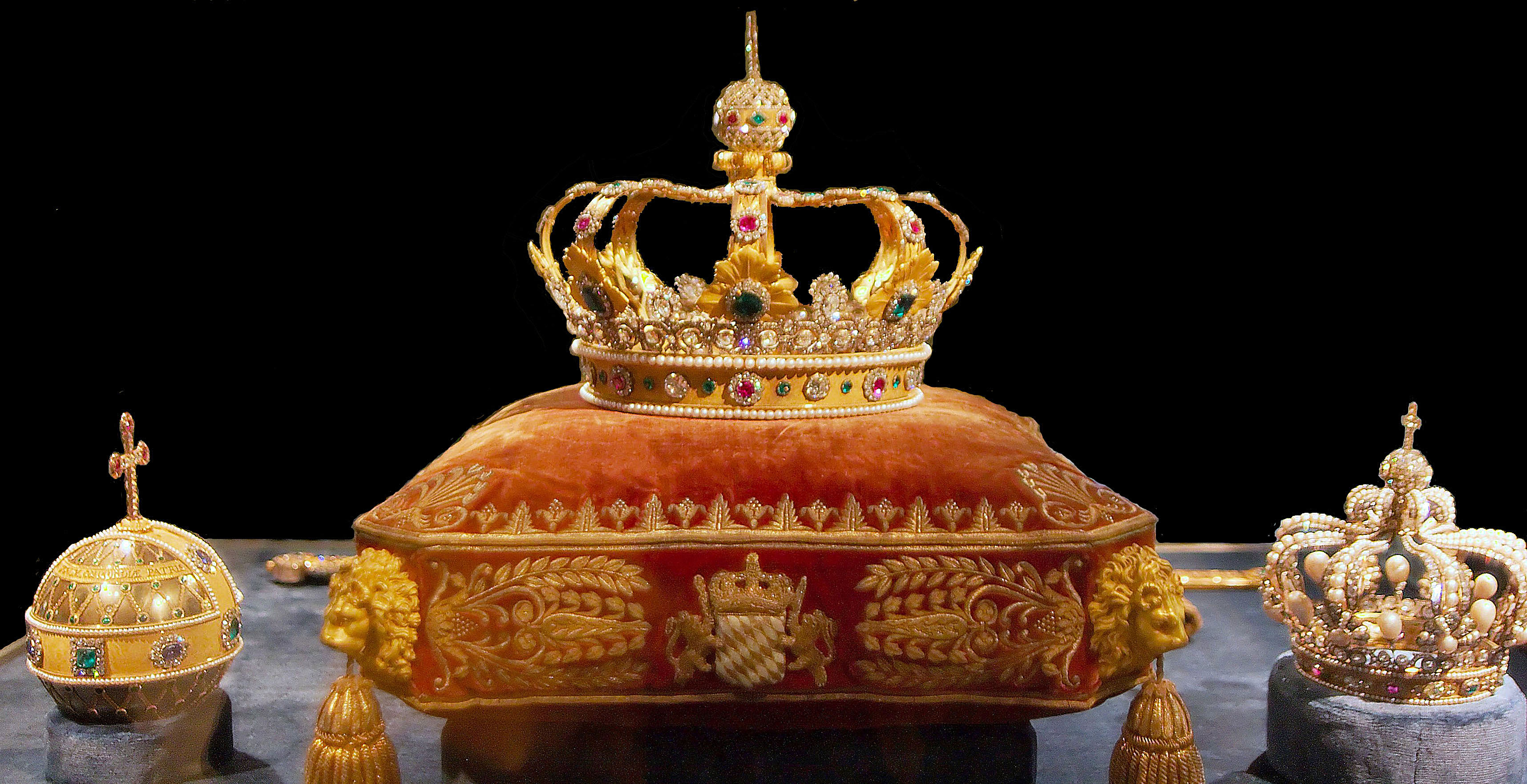
Die Krone des Königreich Bayern in der Schatzkammer der Münchner Residenz

## Älteres Stammesherzogtum
| Agilolfinger |                         |                                                                              |
| Herrschaft   | Name                    | Bemerkungen                                                                  |
| ca. 548–595  | Garibald I.             | erster nachgewiesener Herzog von Bayern                                      |
| ca. 595–610  | Tassilo I.              |                                                                              |
| ca. 610–630  | Garibald II.            |                                                                              |
| ca. 630–640  | Fara                    |                                                                              |
| ca. 640–680  | Theodo I.               |                                                                              |
| ca. 680      | Lantpert                |                                                                              |
| ca. 680–716  | Theodo II.              |                                                                              |
| ca. 711–719  | Theudebald              |                                                                              |
| ca. 715–725  | Grimoald II.            |                                                                              |
| ca. 716–719  | Tassilo II.             |                                                                              |
| ca. 719–725  | Theodbert (Theodo III.) |                                                                              |
| ca. 725–737  | Hugbert                 |                                                                              |
| ca. 737–748  | Odilo                   | musste 744 die Oberherrschaft der Franken anerkennen                         |
| ca. 748      | Grifo                   | Usurpator, Karolinger, aber über seine Mutter mit den Agilolfingern verwandt |
| ca. 748–788  | Tassilo III.            | 788 durch Karl den Großen abgesetzt                                          |

## Königtum der Karolinger in Bayern
Seit 788 bis zum Beginn des 10. Jahrhunderts gab es keinen baierischen Herzog. Die Karolinger regierten als Könige oder Unterkönige Bayerns. Sie siegelten Urkunden aus dieser Zeit als Könige von Bayern oder setzten zur Herrschaftsausübung bisweilen Statthalter (Präfekten) ein.
| Karolinger (oft in Personalunion mit dem Fränkischen Reich bzw. ab 843 dem Ostfrankenreich) |                                                                                                  |                                                                                |
| Herrschaft                                                                                  | Name                                                                                             | Bemerkungen                                                                    |
| 788–814                                                                                     | Karl der Große                                                                                   | Herrschaftsausübung durch die Präfekten Gerold († 799) und Audulf († 819)      |
| 814–817                                                                                     | Lothar                                                                                           | als (Unter-)König                                                              |
| 817–865                                                                                     | Ludwig der Deutsche Der Beiname „der Deutsche“ entstammt der ersten Hälfte des 18. Jahrhunderts. | seit 825 regierender König in Bayern, bzw. seit 843 König des Ostfrankenreichs |
| 865–880                                                                                     | Karlmann                                                                                         | als (Unter-)König                                                              |
| 880–882                                                                                     | Ludwig III.                                                                                      | als (Unter-)König                                                              |
| 882–887                                                                                     | Karl der Dicke                                                                                   | König des Ostfrankenreichs                                                     |
| 887–899                                                                                     | Arnulf von Kärnten                                                                               | König des Ostfrankenreichs                                                     |
| 899–907                                                                                     | Ludwig das Kind                                                                                  | König des Ostfrankenreichs                                                     |
| Mit Ludwig dem Kind erlosch die Linie der ostfränkischen Karolinger.                        |                                                                                                  |                                                                                |

## Jüngeres Stammesherzogtum
| Luitpoldinger          |                                                                                          |                                                  |
| Herrschaft             | Name                                                                                     | Bemerkungen                                      |
| 907–937                | Arnulf I. der Böse                                                                       | titulierte zeitweise auch als König              |
| 937–938                | Eberhard                                                                                 |                                                  |
| 938–947                | Berthold                                                                                 |                                                  |
| Liudolfinger (Ottonen) |                                                                                          |                                                  |
| 948–955                | Heinrich I.                                                                              |                                                  |
| 955–976                | Heinrich II. der Zänker                                                                  |                                                  |
| 976–982                | Otto I.                                                                                  |                                                  |
| Luitpoldinger          |                                                                                          |                                                  |
| 983–985                | Heinrich III. von Kärnten                                                                |                                                  |
| Liudolfinger (Ottonen) |                                                                                          |                                                  |
| 985–995                | Heinrich II. der Zänker                                                                  | (zum 2. Mal)                                     |
| 995–1004               | Heinrich IV.                                                                             | der spätere Kaiser (ab 1014) Heinrich II. † 1024 |
| Luxemburger            |                                                                                          |                                                  |
| 1004–1009              | Heinrich V. von Lothringen                                                               |                                                  |
| Liudolfinger (Ottonen) |                                                                                          |                                                  |
| 1009–1017              | Heinrich IV.                                                                             | (zum 2. Mal)                                     |
| Luxemburger            |                                                                                          |                                                  |
| 1017–1026              | Heinrich V. von Lothringen                                                               | (zum 2. Mal)                                     |
| Salier                 |                                                                                          |                                                  |
| 1026–1027              | Das Herzogtum blieb ein Jahr unbesetzt. Konrad (I.) als deutscher König de facto Herzog. |                                                  |
| 1027–1042              | Heinrich VI.                                                                             | der spätere Kaiser Heinrich III. † 1056          |
| Luxemburger            |                                                                                          |                                                  |
| 1042–1047              | Heinrich VII. von Luxemburg                                                              |                                                  |
| Salier                 |                                                                                          |                                                  |
| 1047–1049              | Heinrich VI.                                                                             | (zum 2. Mal)                                     |
| Ezzonen                |                                                                                          |                                                  |
| 1049–1053              | Konrad I. von Zütphen (* 1020; † 1055)                                                   |                                                  |
| Salier                 |                                                                                          |                                                  |
| 1053–1054              | Heinrich VIII.                                                                           | der spätere Kaiser Heinrich IV.                  |
| 1054–1055              | Konrad II. (* 1052; † 1055)                                                              |                                                  |
| 1055–1061              | Agnes                                                                                    |                                                  |
| Northeimer             |                                                                                          |                                                  |
| 1061–1070              | Otto II. von Northeim                                                                    |                                                  |
| Welfen                 |                                                                                          |                                                  |
| 1070–1077              | Welf I.                                                                                  |                                                  |
| Salier                 |                                                                                          |                                                  |
| 1077–1095              | Heinrich VIII.                                                                           | (zum 2. Mal)                                     |
| Welfen                 |                                                                                          |                                                  |
| 1096–1101              | Welf I.                                                                                  | (zum 2. Mal)                                     |
| 1101–1120              | Welf II.                                                                                 |                                                  |
| 1120–1126              | Heinrich IX. der Schwarze                                                                |                                                  |
| 1126–1139              | Heinrich X. der Stolze                                                                   | auch Herzog von Sachsen                          |
| Babenberger            |                                                                                          |                                                  |
| 1139–1141              | Leopold                                                                                  | auch Markgraf von Österreich                     |
| Staufer                |                                                                                          |                                                  |
| 1141–1143              | Konrad III.                                                                              |                                                  |
| Babenberger            |                                                                                          |                                                  |
| 1143–1156              | Heinrich XI. Jasomirgott                                                                 | auch Herzog von Österreich                       |
| Welfen                 |                                                                                          |                                                  |
| 1156–1180              | Heinrich XII. der Löwe                                                                   | auch Herzog von Sachsen                          |

## Herzogtum Bayern als Territorialstaat
Nach der Entmachtung Heinrichs des Löwen 1180 übertrug Kaiser Friedrich Barbarossa Bayern an das Haus Wittelsbach. Nachdem 907 das jüngere bairische Stammesherzogtum entstanden war, wurde 976 das Herzogtum Kärnten abgespalten, 1153 das Herzogtum Meranien und 1156 das Herzogtum Österreich. Im Jahre 1180 wurde auch das Herzogtum Steiermark abgetrennt. Das 1180 auf das heutige Altbayern geschrumpfte Herzogtum gewann somit zunehmend den Charakter des spätmittelalterlich geprägten Territorialstaats.
| 1180: Beginn der Herrschaft der Wittelsbacher über Bayern, die erst im Jahre 1918 endete |                                       |                                                                                  |
| Herrschaft                                                                               | Name                                  | Bemerkungen                                                                      |
| 1180–1183                                                                                | Otto I. der Rotkopf                   |                                                                                  |
| 1183–1231                                                                                | Ludwig I. der Kelheimer               | auch Pfalzgraf bei Rhein                                                         |
| 1231–1253                                                                                | Otto II. der Erlauchte                | auch Pfalzgraf bei Rhein                                                         |
| 1253–1255                                                                                | Ludwig II. der Strenge Heinrich XIII. | gemeinsame Regierung über das Herzogtum Bayern und die Pfalzgrafschaft bei Rhein |

| Herrschaft | Name                                                                                                 |
| --- | --- |
| 1253–1294 | Ludwig II. der Strenge, auch Pfalzgraf bei Rhein                                                     |
| 1294–1317 | Rudolf I., auch Pfalzgraf bei Rhein                                                                  |
| 1294–1340 | Ludwig IV. der Bayer, ab 1314 römisch-deutscher König und ab 1328 Kaiser im Heiligen Römischen Reich |
| 1329: Im Hausvertrag von Pavia trat Ludwig IV. die Pfalzgrafschaft bei Rhein und die Oberpfalz an die Söhne Rudolfs I. ab. 1628 erhielt Bayern die kurpfälzischen Teile der Oberpfalz zurück, 1777 erbte Karl Theodor von der Pfalz Bayern und vereinigte beide Länder zu Kurpfalz-Bayern. | |

| Herrschaft                                        | Name                             |
| ------------------------------------------------- | -------------------------------- |
| 1253–1290                                         | Heinrich XIII.                   |
| 1290–1312                                         | Otto III., auch König von Ungarn |
| 1290–1296                                         | Ludwig III.                      |
| 1290–1310                                         | Stephan I.                       |
| 1310–1339                                         | Heinrich XIV. der Ältere         |
| 1310–1334                                         | Otto IV.                         |
| 1312–1333                                         | Heinrich XV. der Natternberger   |
| 1339–1340                                         | Johann I. das Kind               |
| Nach Johanns Tod fällt Niederbayern an Ludwig IV. |                                  |

| Herrschaft | Name                                                                 | Bemerkungen                                |
| ---------- | -------------------------------------------------------------------- | ------------------------------------------ |
| 1340–1347  | Ludwig IV. der Bayer                                                 | Kaiser des Hl. Röm. Reiches                |
| 1347–1349  | Ludwig V., Stephan II., Ludwig VI., Wilhelm I., Albrecht I., Otto V. | Gemeinsame Regierung der Söhne Ludwigs IV. |

| Herrschaft | Name                                                                                        |
| --- | ------------------------------------------------------------------------------------------- |
| 1349–1361 | Ludwig V. der Brandenburger, auch Graf von Tirol und 1323 bis 1351 Markgraf von Brandenburg |
| 1349–1351 | Ludwig VI. der Römer, ab 1351 Markgraf und Kurfürst von Brandenburg                         |
| 1349–1351 | Otto V. der Faule, ab 1351 Markgraf und Kurfürst von Brandenburg                            |
| 1361–1363 | Meinhard, auch Graf von Tirol                                                               |
| Nach Meinhards Tod fällt Oberbayern an Stephan II. Tirol fällt 1369 im Frieden von Schärding an die Habsburger, Brandenburg 1373 im Vertrag von Fürstenwalde an die Luxemburger. |                                                                                             |

| Herrschaft | Name                                |
| ---------- | ----------------------------------- |
| 1349–1375  | Stephan II. mit der Hafte           |
| 1373–1379  | Otto V.                             |
| 1375–1392  | Stephan III., Friedrich, Johann II. |

| Herrschaft | Name                                                                               |
| --- | ---------------------------------------------------------------------------------- |
| 1349–1389 | Wilhelm I., auch Graf von Holland, Seeland und Hennegau                            |
| 1349–1404 | Albrecht I. und Albrecht II. † 1397, auch Grafen von Holland, Seeland und Hennegau |
| 1404–1417 | Wilhelm II., auch Graf von Holland, Seeland und Hennegau                           |
| 1404–1425 | Johann III. Ohnegnade, auch Graf von Holland, Seeland und Hennegau                 |
| Nach ihm wird das Straubinger Ländchen, der bayerische Teil Straubing-Hollands, auf die drei durch die Landesteilung von 1392 entstandenen Linien aufgeteilt; Holland, Seeland und Hennegau gehen den Wittelsbachern an den Herzog von Burgund, Johanns Neffen, verloren. |                                                                                    |

| Herrschaft                                                                                          | Name                     |
| --------------------------------------------------------------------------------------------------- | ------------------------ |
| 1392–1413                                                                                           | Stephan III.der Kneißel  |
| 1413–1447                                                                                           | Ludwig VII. der Bärtige  |
| 1438–1445                                                                                           | Ludwig VIII. der Jüngere |
| 1447 kommt das Herzogtum zum größten Teil an Bayern-Landshut, zum kleineren Teil an Bayern-München. |                          |

| Herrschaft | Name                     |
| --- | ------------------------ |
| 1392–1393 | Friedrich der Weise      |
| 1393–1450 | Heinrich XVI. der Reiche |
| 1450–1479 | Ludwig IX. der Reiche    |
| 1479–1503 | Georg der Reiche         |
| Georg hat das Herzogtum seiner Tochter vererbt, was zum Landshuter Erbfolgekrieg führt, an dessen Ende Bayern-Landshut 1505 zum größten Teil im Kölner Schiedsspruch an Albrecht IV. fällt, damit endgültige Wiedervereinigung Bayerns. Kleinere Gebiete fallen an Nürnberg und Tirol, daneben entsteht Pfalz-Neuburg. |                          |

| Herrschaft | Name                                      |
| ---------- | ----------------------------------------- |
| 1392–1397  | Johann II.                                |
| 1397–1438  | Ernst                                     |
| 1397–1435  | Wilhelm III.                              |
| 1435–1441  | Adolf                                     |
| 1438–1460  | Albrecht III. der Fromme                  |
| 1460–1463  | Johann IV.                                |
| 1460–1467  | Siegmund, danach Herzog von Bayern-Dachau |
| 1465–1508  | Albrecht IV. der Weise                    |

## Wiedervereinigtes Herzogtum Bayern
| Bild | Name                        | Herrschaftsbeginn | Herrschaftsende  | Anmerkungen |
| ---- | --------------------------- | ----------------- | ---------------- | --- |
|      | Albrecht IV., der Weise     | 30. Juli 1505     | 18. März 1508    | vereinigte nach dem Landshuter Erbfolgekrieg Bayern in seiner Hand; sorgte durch das Primogeniturgesetz vom 8. Juli 1506 dafür, dass Bayern künftig nicht mehr geteilt wurde. |
|      | Wilhelm IV.                 | 18. März 1508     | 6. März 1550     | Sohn von Albrecht dem Weisen; regierte gemeinsam mit seinem Bruder Ludwig |
|      | Ludwig X.                   | 17. Februar 1514  | 22. April 1545   | regierte gemeinsam mit seinem Bruder Wilhelm; hatte seine Residenz in Landshut                                                                                                |
|      | Albrecht V., der Großmütige | 6. März 1550      | 24. Oktober 1579 | Sohn von Wilhelm IV. |
|      | Wilhelm V., der Fromme      | 24. Oktober 1579  | 15. Oktober 1597 | Sohn von Albrecht dem Großmütigen; dankte zugunsten seines Sohnes ab |
|      | Maximilian I.               | 15. Oktober 1597  | 23. Februar 1623 | seit 1597 bereits Mitregent seines Vaters Wilhelm; wurde 1623 zum Kurfürsten erhoben, das Herzogtum wurde dadurch zum Kurfürstentum Bayern                                    |

## Kurfürstentum Bayern
| Bild | Name                   | Herrschaftsbeginn  | Herrschaftsende    | Anmerkungen |
| ---- | ---------------------- | ------------------ | ------------------ | --- |
|      | Maximilian I.          | 25. Februar 1623   | 27. September 1651 | seit 1597 bereits bayerischer Herzog, 1623 ging die Pfälzer Kurfürstenwürde an ihn über.                                                                                                  |
|      | Ferdinand Maria        | 27. September 1651 | 26. Mai 1679       | regierte in den ersten Jahren unter der Vormundschaft seiner Mutter Maria Anna. Sein Onkel Herzog Albrecht fungierte dabei als Landesadministrator                                        |
|      | Maximilian II. Emanuel | 26. Mai 1679       | 26. Februar 1726   | bis 1680 unter der Vormundschaft seines Onkels Maximilian Philipp von Leuchtenberg. 1692-1706 auch Statthalter der Spanischen Niederlande. 1705-1714 Kaiserliche Administration in Bayern |
|      | Karl I. Albrecht       | 26. Februar 1726   | 20. Januar 1745    | ab 1742 als Karl VII. auch Kaiser des Heiligen Römischen Reiches |
|      | Maximilian III. Joseph | 20. Januar 1745    | 30. Dezember 1777  | mit ihm starb die bayerische Linie der Wittelsbacher aus |
|      | Karl II. Theodor       | 30. Dezember 1777  | 16. Februar 1799   | entstammte dem Haus Pfalz-Sulzbach; als Karl IV. Theodor seit 1743 auch Kurfürst von der Pfalz sowie Herzog von Jülich und Berg sowie Pfalz-Neuburg                                       |
|      | Maximilian IV. Joseph  | 16. Februar 1799   | 31. Dezember 1805  | entstammte wie alle folgenden Monarchen dem Haus Pfalz-Zweibrücken; wurde 1806 nach der Erhebung Bayerns zum Königreich Bayern als Maximilian I. Joseph der erste bayerische König.       |

## Königreich Bayern
| Bild | Name                  | Herrschaftsbeginn | Herrschaftsende  | Anmerkungen |
| ---- | --------------------- | ----------------- | ---------------- | --- |
|      | Maximilian I. Joseph  | 1. Januar 1806    | 13. Oktober 1825 | seit 1799 als Maximilian IV. Joseph Kurfürst |
|      | Ludwig I.             | 13. Oktober 1825  | 20. März 1848    | Sohn Maximilians I.; dankte während der Revolution von 1848 aufgrund seiner Affäre mit der Tänzerin Lola Montez ab. |
|      | Maximilian II. Joseph | 20. März 1848     | 10. März 1864    | Sohn Ludwigs I. |
|      | Ludwig II.            | 10. März 1864     | 13. Juni 1886    | ältester Sohn Maximilians II.; wurde am 10. Juni 1886 für amtsunfähig erklärt |
|      | Otto I.               | 13. Juni 1886     | 11. Oktober 1916 | Sohn Maximilians II. und jüngerer Bruder Ludwigs II.; er war von Beginn seiner Herrschaft an amtsunfähig, weswegen für ihn zwei Prinzregenten regierten: - Luitpold (10. Juni 1886 – 12. Dezember 1912), Sohn Ludwigs I., Bruder Maximilians II. sowie Onkel Ludwigs II. und Ottos I. - Ludwig (12. Dezember 1912 – 5. November 1913), Sohn Luitpolds und Vetter Ludwigs II. und Ottos I. 1913 wurde Prinzregent Ludwig (III.) zum König erklärt; Otto blieb jedoch bis zu seinem Tod in Amt und Würden |
|      | Ludwig III.           | 5. November 1913  | 7. November 1918 | war bis 1913 Prinzregent; wurde in der Novemberrevolution abgesetzt, markierte damit das Ende von 738 Jahren ununterbrochener Wittelsbacherherrschaft |

## Freistaat Bayern
Nach der Absetzung des bayerischen Königs entstand der demokratische Freistaat Bayern.
Für Regierungschefs des Freistaats Bayern siehe die Liste bayerischer Ministerpräsidenten.